# 草牛
草牛（そうぎゅう）は、千葉県君津市の地名。丁番を持たない単独町名で、郵便番号は299-1114。

## 地理
市内西部、鹿野山北麓の丘陵地帯に位置する。地内の大半は山林で、北部に水田と集落が点在する。
北で白駒、東で荻作・鬼泪、南で鹿野山、西で馬登・六手（飛地）・白駒（飛地）・尾車とそれぞれ接する（いずれも君津市）。また、西側の一部分が白駒の飛地によってわずかに切り離された飛地になっている。

## 歴史

### 沿革
- 江戸時代 - 周淮郡草牛村成立。神野寺領および旗本三枝氏領[4]。神野寺領の領域を惣久村、それ以外を草牛村と表記していた[4]。
- 1873年（明治6年） - 草牛村、千葉県に所属[4]。
- 1889年（明治22年）4月1日 - 町村制施行により周淮郡周南村大字草牛となる[4]。
- 1897年（明治30年）4月1日 - 周南村、郡統合により君津郡所属となる。
- 1954年（昭和29年）3月31日 - 周南村と君津町（初代）・貞元村が合併し君津郡君津町（2代目）が成立、同町の大字となる。
- 1971年（昭和46年）9月1日 - 君津町が市制施行し、君津市となる。

## 世帯数と人口
2021年（令和3年）7月31日現在の世帯数と人口は以下の通りである。
| 大字 | 世帯数 | 人口 |
| ---- | ------ | ---- |
| 草牛 | 21世帯 | 53人 |

## 小・中学校の学区
市立小・中学校に通う場合、学区は以下の通りとなる。
| 番地 | 小学校             | 中学校             |
| ---- | ------------------ | ------------------ |
| 全域 | 君津市立周南小学校 | 君津市立周南中学校 |

## 交通
地内を通る鉄道路線・バス路線はない。最寄駅はJR内房線君津駅・佐貫町駅。

### 道路

#### 一般県道
- 千葉県道164号荻作君津線

## 施設
- 君津市草牛青年館

## 史跡
- 八幡神社